# 8887 Scheeres
8887 Scheeres este un asteroid din centura principală de asteroizi.

## Descriere
8887 Scheeres este un asteroid din centura principală de asteroizi. A fost descoperit pe 9 iunie 1994 la Observatorul Palomar de Eleanor Francis Helin. Asteroidul prezintă o orbită caracterizată de o semiaxă mare de 2,56 ua, o excentricitate de 0,13 și o înclinație de 15,9° în raport cu ecliptica.